# Sabah Bizi
Sabah Bizi (ur. 13 listopada 1946 w Szkodrze, zm. 16 stycznia 2025) – albański piłkarz i trener piłkarski, w latach 1967–1976 reprezentant Albanii. Uważany za jednego z najlepszych piłkarzy klubu KF Vllaznia.